# نيكيتا كوليسنيكوف
نيكيتا كوليسنيكوف هو لاعب كرة قدم روسي في مركز الوسط، ولد في 12 أغسطس 1988 في سانت بطرسبرغ في روسيا. لعب مع زينيت سانت بطرسبرغ.

## وصلات خارجية
- نيكيتا كوليسنيكوف على موقع قاعدة بيانات كرة القدم.إي يو (الإنجليزية)
- نيكيتا كوليسنيكوف على موقع Soccerway.com (الإنجليزية)